# Memória de massa

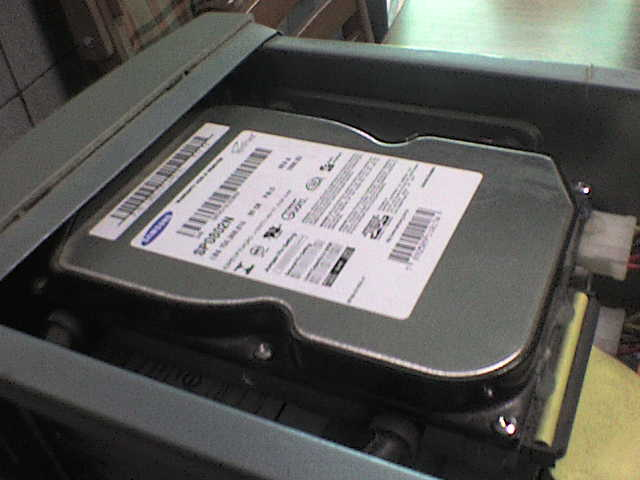
O disco rígido (HD) é um exemplo memória de massa.

Memória de massa, também conhecida como memória auxiliar ou  armazenamento de massa, tem como função armazenar grandes quantidades de informações. Os dados armazenados nas memórias de massa não são perdidos quando desligamos o equipamento, ao contrário da memória ram. A memória de massa não é acessada pelo processador mas sim por intermédio da memória ram, cache, etc.